# Forte Gomagoi
Il forte di Gomagoi (Werk Gomagoi oppure Sperre Gomagoi in tedesco, ubicato sulla "Straßensperre Gomagoi") è un forte austriaco costruito tra il 1860 e il 1861, per difendere i confini dell'impero austriaco. Il forte appartiene al grande sistema di fortificazioni austriache al confine italiano.
Esso si erge sulla strada che porta da Prato allo Stelvio al passo dello Stelvio, poco oltre all'abitato di Gomagoi, a 1.270 metri s.l.m. e funse principalmente come tagliata stradale.
Questa fortezza, assieme al forte Weisser Knott, forte Klein Boden e altre fortificazioni minori, formavano lo "sbarramento Gomagoi".

## Storia
Questo tipo di fortificazioni appartiene alla prima generazione di fortezze. Fu costruito in appena un anno tra il 1860 e il 1861 in seguito alla perdita della Lombardia da parte dell'impero austriaco
dopo la seconda guerra d'indipendenza nel 1859, con lo scopo di sbarrare la strada che dallo Stelvio conduce in Val Venosta.
La struttura in blocchi di pietra, costruita da una ditta edile di Silz su incarico militare, fu più volte modificata. Le principali modifiche riguardarono l'aggiunta del traditore e la costruzione della fucileria, opere eseguite alla fine dell'Ottocento, nonché la trasformazione della fucileria in postazione blindata per mitragliatrici nel 1912. In seguito fu progettata una nuova opera secondo moderni criteri di fortificazione che doveva sostituire il vecchio forte. Questo progetto alla fine non fu mai avviato per mancanza di fondi.
Alle origini il forte era posizionato soltanto su un margine della strada, ed era difeso nelle vicinanze da una caponiera. Grazie ad essa aveva una visuale di 180° che gli permetteva di tenere sotto controllo sia il Passo dello Stelvio che la direzione verso la Val Venosta.
Il forte era disposto su tre piani con una rilevante copertura in cemento armato e presentava una forma alquanto singolare, data dal fatto che il forte aveva una duplice azione di difesa. 
Rispetto al corpo di destra, quello di sinistra presentava un'immagine fortificata, infatti la pianta semicircolare offriva ben 10 feritoie per i cannoni sulla parete ricurva. 
Sulla destra del forte era posto un campo minato.
L'ufficio informazioni del Regio Esercito era a conoscenza dell'opera fin dagli anni settanta dell'Ottocento, dopo che il capitano degli Alpini Giovanni Battista Adami, originario di Pomarolo in Trentino, compì un primo rilievo del forte in maniera del tutto autonoma.
Dopo lo scoppio della prima guerra mondiale nell'agosto 1914 furono avviati i primi preparativi per portare la struttura in stato di guerra, liberando il campo di tiro dalla vegetazione e dalle case che circondavano l'opera e potevano dare riparo al nemico. Fu inoltre proseguita l'opera per rafforzare gli ostacoli a difesa del presidio militare. Poco prima che l'Italia entrasse in guerra nel maggio 1915 furono fatti saltare gli edifici del paese di Gomagoi nelle immediate vicinanze del forte, perché si temeva un aggiramento dell'opera da parte degli italiani passando sui fianchi delle montagne, con posti di guardia scarsi e insufficientemente presidiati dagli Austro-Ungarici, tali da permettere un attacco dal retro della fortezza. Il presidio di guerra era predisposto per 2 ufficiali e 133 uomini di truppa.
Nel luglio 1915, una volta stabilizzatosi il fronte sullo Stelvio, denominato Settore Stelvio I Rayon (Valli Giudicarie) comandato dal Maresciallo da campo Ludwig Können-Horák von Höhenkampf, il forte fu definitivamente disarmato perché ritenuto troppo vecchio. nel prosieguo della guerra fu utilizzato come deposito e alloggio per la truppa. La parte centrale dell'opera, con 4 batterie in casematte, fu demolita tra il 1963 e il 1964 per rettificare la strada dello Stelvio che prima passava accanto al forte, dalla parte opposta del torrente. Durante questi lavori furono anche riempiti i due fossati che si trovavano rispettivamente, uno sul lato frontale del forte verso lo Stelvio e l'altro sul lato opposto. Inoltre, fu alzato notevolmente il livello della strada coprendo così una buona parte dei livelli inferiori della struttura.
Il forte fu utilizzato come magazzino e deposito mezzi fino al 1998 dall'ANAS e successivamente, dopo il passaggio delle competenze stradali alla provincia, dalla Provincia autonoma di Bolzano. Nel 2010 la parte occidentale dell'opera passò in mano al Comune di Stelvio, mentre la parte orientale è ancora di proprietà della Provincia.
Il 30 marzo 2017 la provincia di Bolzano ha stanziato 3 milioni di euro per un suo restauro che comprende la costruzione di un edificio per le esposizioni ed una mostra permanente.

## Armamenti
Allo scoppio della Prima guerra mondiale nel 1914 il forte era armato con:
- 4 cannoni M.4 da 9 cm
- 2 cannoni M.75 da 9 cm
- 1 cannone in casamatta M.75 da 9 cm
- 5 mitragliatrici M.7 da 8 mm
- La difesa limitrofe era affidata a fucili e mitragliatrici, oltre ad un campo minato posto nelle vicinanze del forte.

Il forte disponeva inoltre di tre riflettori, due da 30 cm e uno da 25 cm.

## Galleria d'immagini

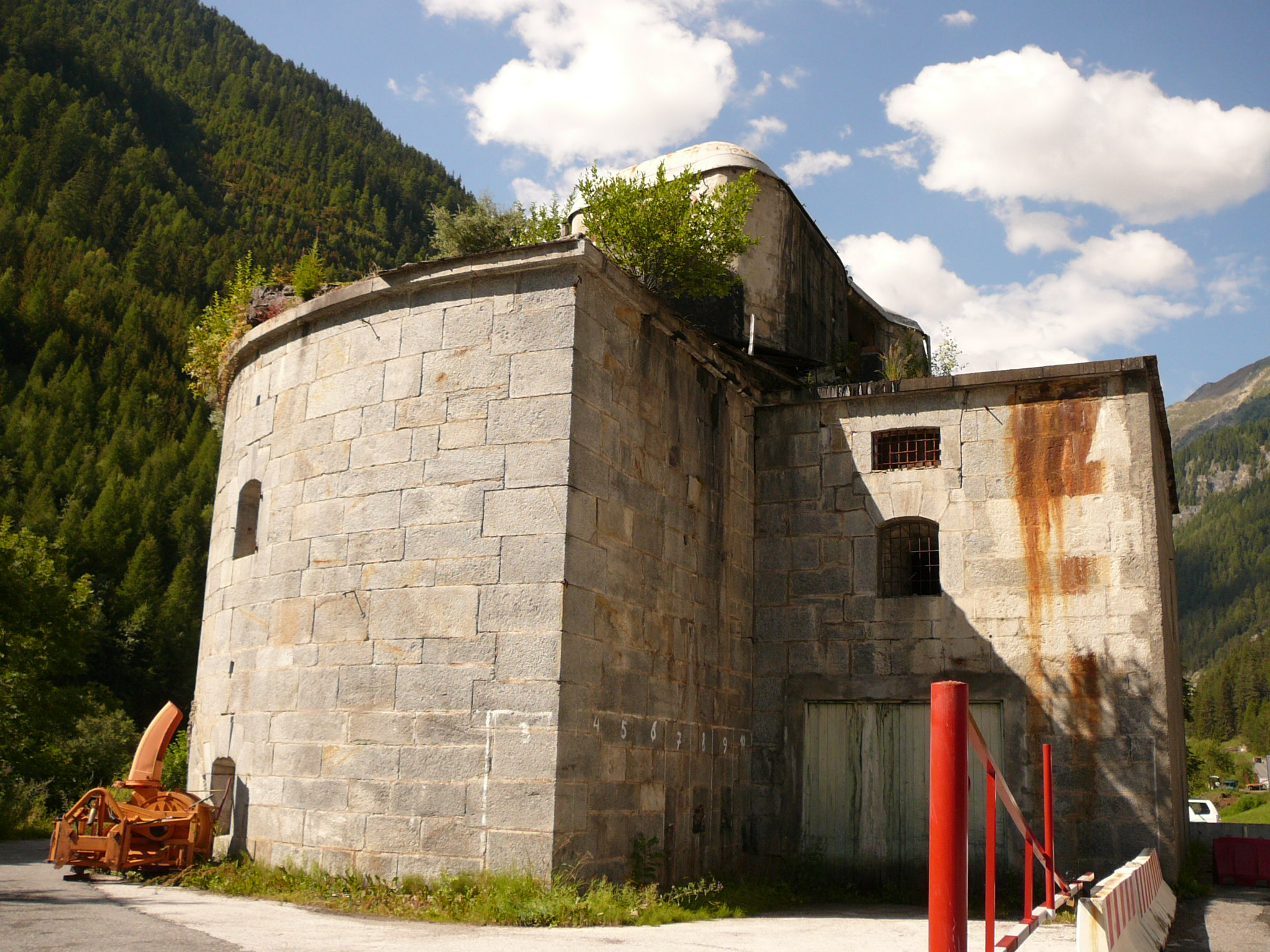
Il lato nordorientale rivolto verso il paese di Gomagoi nel 2008, sono visibili alcune feritoie per l'artiglieria del vecchio secondo e terzo livello.
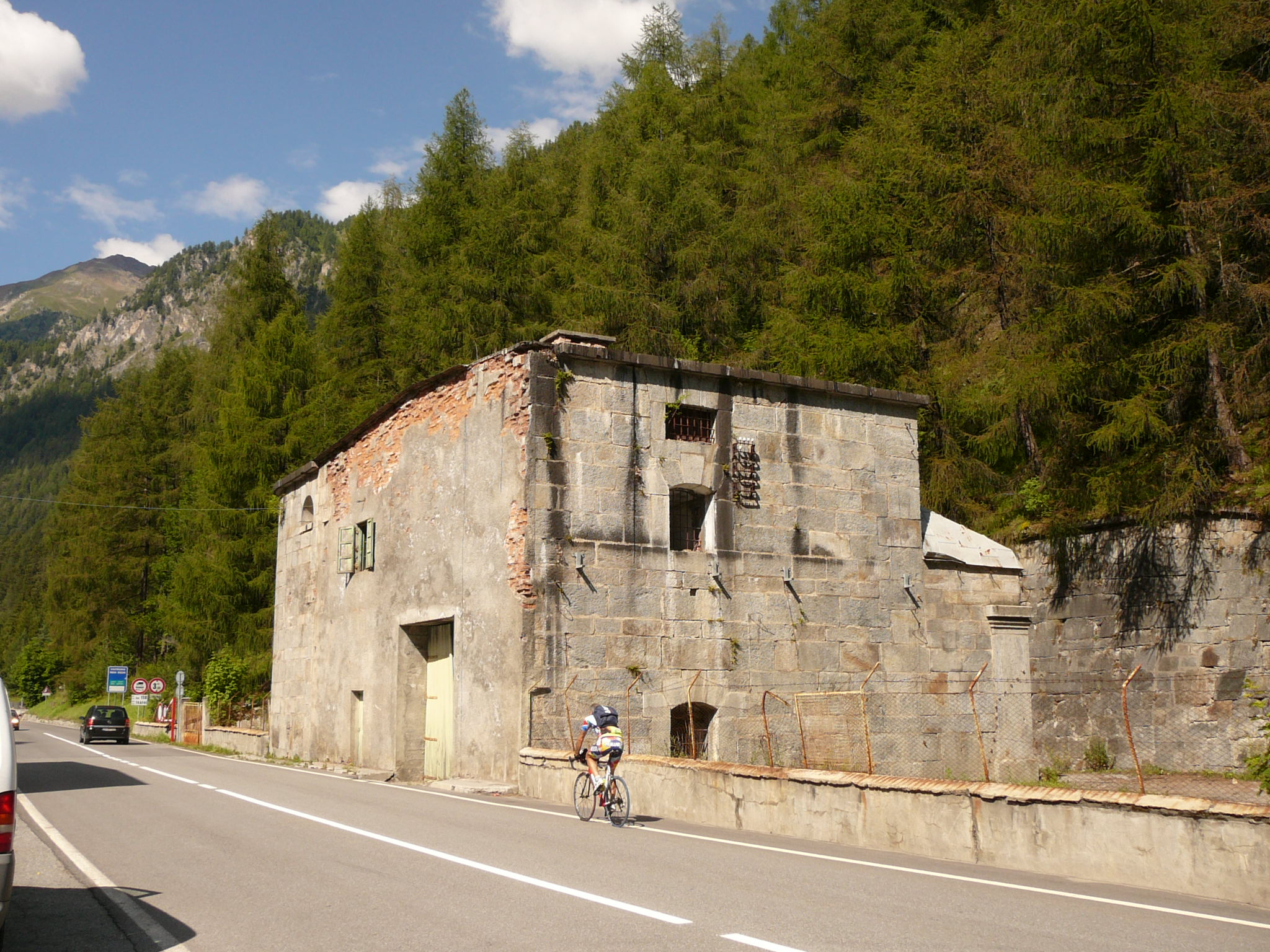
Il lato nordoccidentale nel 2008. Evidente la parte centrale smantellata e chiusa poi con mattoni. A destra il vecchio passaggio stradale con un pilastro del vecchio portone stradale.
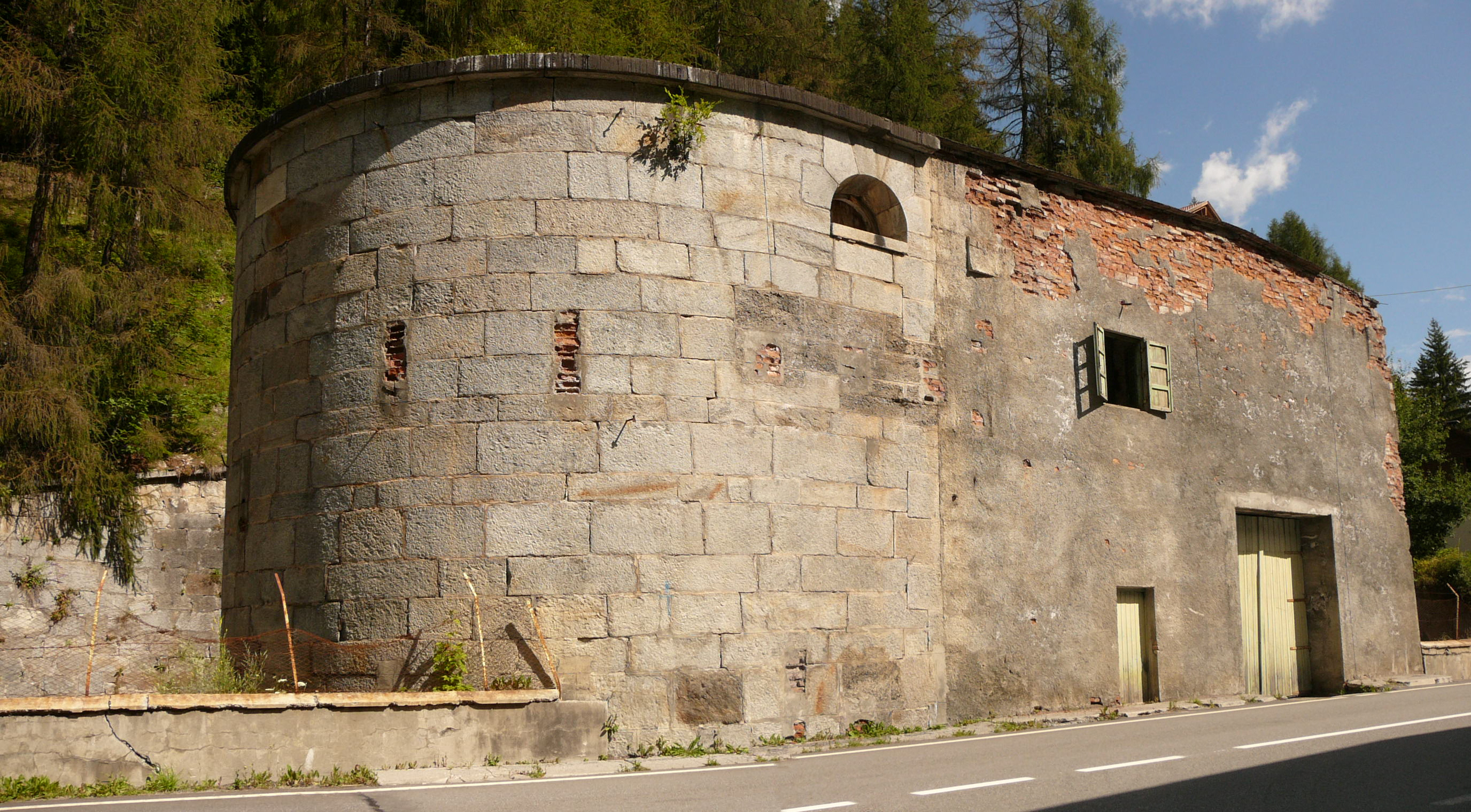
Il lato sudoccidentale nel 2008, ovvero il vecchio lato frontale con a sinistra la vecchia strada dove si trova anche l'entrata principale dell'opera, non visibile nella foto.
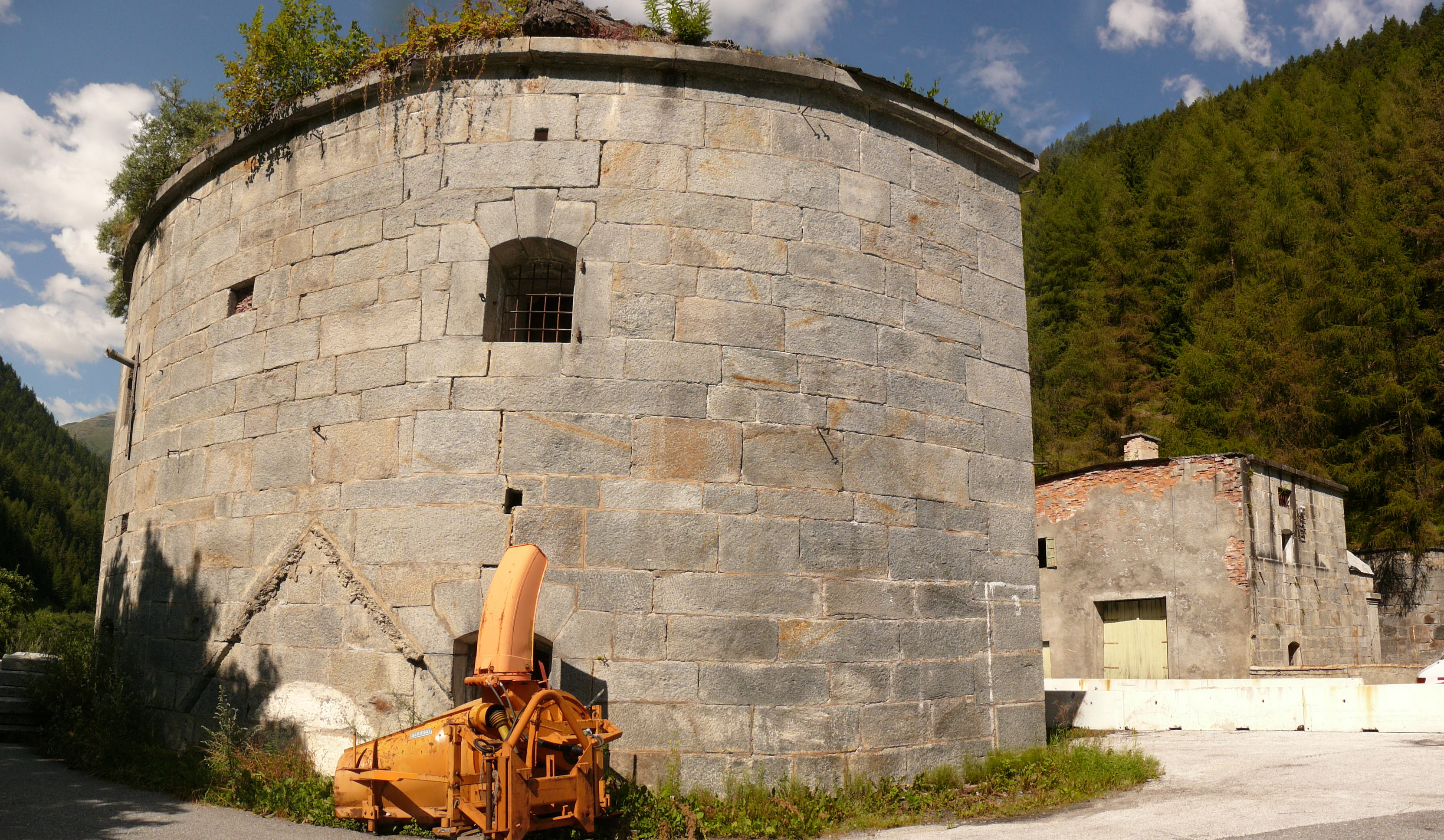
Sul lato nordorientale sono ancora visibili sul muro i lineamenti del tetto del vecchio cofano fiancheggiante.
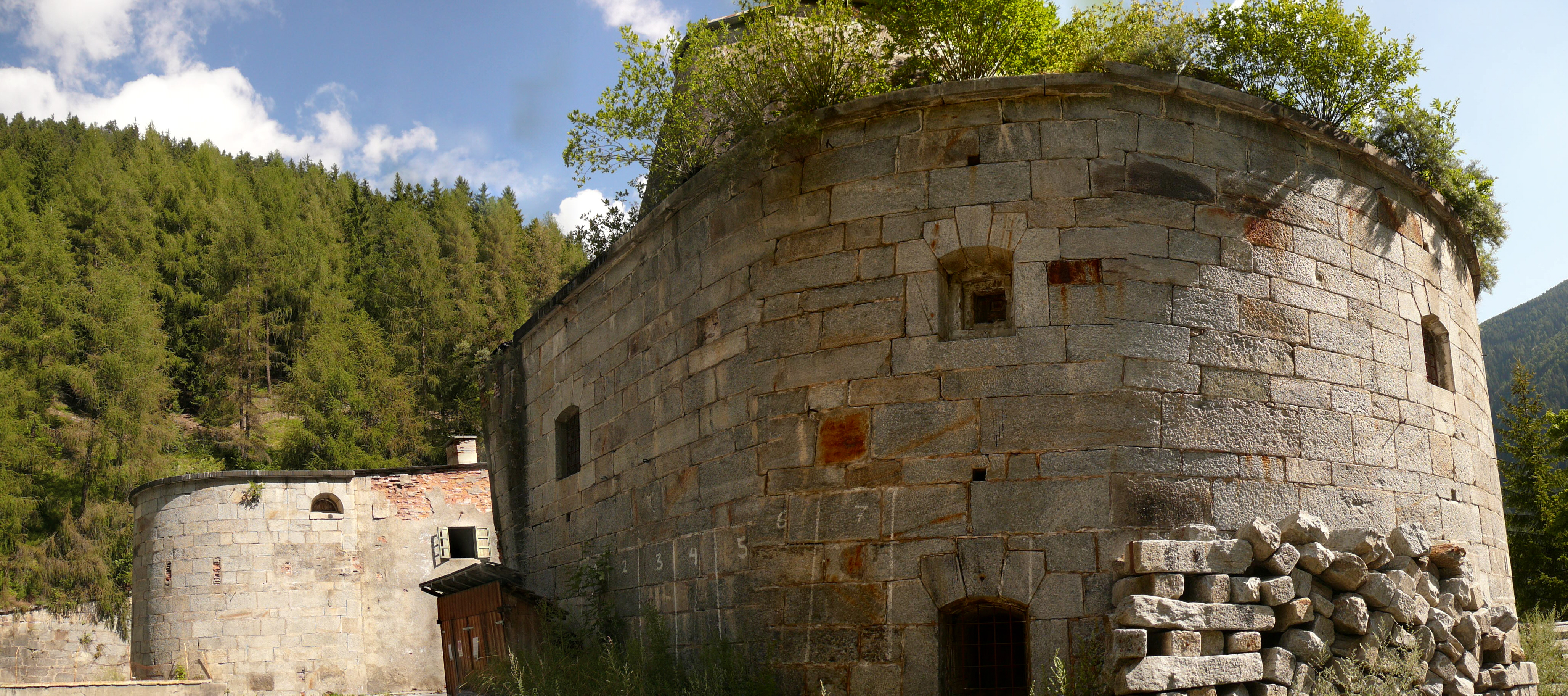
Il lato sudorientale con alcune feritoie per l'artiglieria del vecchio secondo e terzo livello.
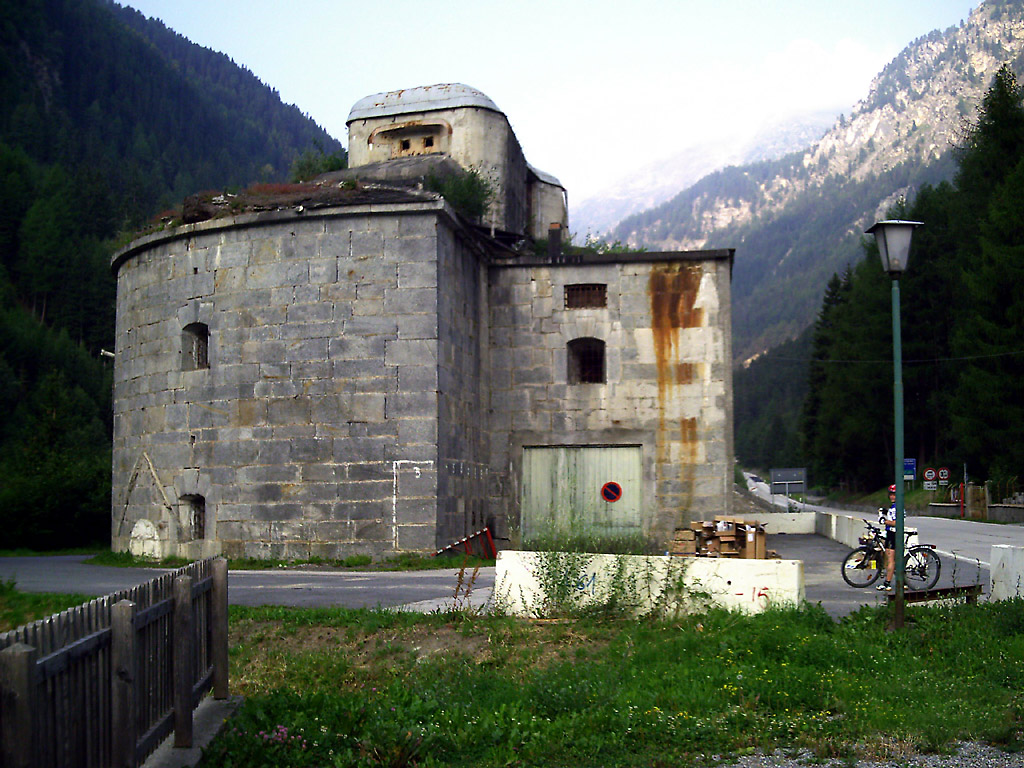
Il lato nordorientale con sopra la fucileria con postazioni per mitragliatrici M. 7